# Williamsville
Williamsville eller Village of Williamsville är en by i den amerikanska delstaten New Yorks västligaste del och ingår i Buffalo-Niagara Falls storstadsområde. Byn grundades 1811 av Jonas Williams, som var den förste som slogs sig ner i trakten och byggde den första väderkvarnen.
Den breder sig ut över 3,2 kvadratkilometer (km2) stor yta och hade en folkmängd på 5 300 personer vid den nationella folkräkningen 2010.